# Roter Trierer Weinapfel
Der Rote Trierer Weinapfel ist eine Sorte des Kulturapfels (Malus domestica). Er wurde in der Gegend von Trier aufgefunden (Zufallssämling). Dort ist er auch unter den Namen 'Roter Holzapfel' oder 'Roter Trier’scher Holzapfel' bekannt. Seine eigentliche Herkunft ist jedoch unklar. Die Streuobst-Sorte ist vor allem im Südwesten Deutschlands verbreitet.

## Frucht
Der Apfel wird im Oktober geerntet und ist genussreif von November bis März.
Die kleinen Früchte, mit ungefähr 6 cm Durchmesser, besitzen ein festes, sehr saftiges und säuerliches Fruchtfleisch und werden ausschließlich als Mostapfel verwendet.

## Baum
Der Baum liefert einen hohen Ertrag, diesen bereits früh und dann auch regelmäßig. Es wird in der Aufbauphase ein kräftiger Schnitt empfohlen, um dem Herabbiegen der Äste entgegenzuwirken. Diese Eigenschaft führt möglicherweise zu den unterschiedlichen Darstellungen der Wuchsstärke in der Literatur: Während H. Petzold den Wuchs als mittelstark einordnet, kommen die Tafeln aus der Illustrierten Wochenzeitung zu einem kräftigen und pyramidalen Wuchs.
Die Sorte ist frostfest und nicht anfällig für Obstbaumkrebs. Es besteht allerdings eine Anfälligkeit für Schorf.